# Una rola para los minusválidos
Una Rola para los Minusválidos es el noveno álbum de estudio de la banda de rock El Tri, lanzado al mercado el 13 de abril de 1994 por Warner Music Group. El álbum es uno de los más populares de la banda e incluye las clásicas canciones "Las Piedras Rodantes" y "Los Minusválidos". La primera de estas les trajo el prestigioso premio mexicano Ariel como mejor tema musical de la película Un año perdido.

## Músicos
En la portada interior, aparece un mensaje sarcástico que dice "Por antigüedad en orden de aparición". 
- Alejandro Lora: Voz y guitarra
- Rafael Salgado: Armónica
- Rubén Soriano: Bajo
- Pedro Martínez: Batería y coros
- Eduardo Chico: Guitarra
- Chela Lora: voces y coros
- Con la participación de:
- Felipe Souza: Guitarra
- Lalo Toral: Piano
- Oscar Zarate: Guitarra

## Concepto

### Dedicatoria
La banda le dedicó este álbum a "todas aquellas personas que de nacimiento, enfermedad o por accidente, padecen de una discapacidad física o mental; los admiramos porque son todo un ejemplo a seguir para todos nosotros [...]". 
"Una rola para los minusválidos es un pequeño homenaje que les rinde El Tri, y esperamos con esto, poder tocar una fibra del alma y abrir los ojos de quienes en sus manos esta hacer 'realmente algo por ellos'". Esto aparece adentro de la portada, y es un fragmento de la dedicatoria de la banda.

### Canciones
- Todo es materia
- Perdedor
- Trabaja niño, trabaja
- Revolución '94
- La puerta falsa
- Los minusválidos
- La raza más chida
- Las piedras rodantes
- Siempre he sido banda
- Con la cola entre las patas
- No me hagan perder el tiempo

### Canciones de último momento
Adentro de la portada aparece un pequeño mensaje que dice "Canciones de último momento", refiriéndose a "Revolución '94", "Con la cola entre las patas", y "Las piedras rodantes". Álex Lora ha mencionado públicamente que el la producción del álbum se tuvo que demorar por los eventos políticos nacionales (México), del EZLN en el estado de Chiapas y de asesinato controvertido del candidato presidencial Luis Donaldo Colosio; ambos ocurrieron en el año 1994. "Revolución '94" representa el primer evento de estos y "Con la cola entre las patas" el segundo. Por eso la fecha del lanzamiento oficial se dio hasta el mes de diciembre.

### Las piedras rodantes
Las piedras rodantes es definitivamente una de las mejores y más populares canciones de la banda. La canción fue seleccionada entre las 12 canciones que la banda grabó sinfónicamente (ver Sinfónico). A casi 15 años desde que apareció la canción, aun sigue siendo popular; por ejemplo, también fue seleccionada en 2003 para el álbum en vivo de 35 Años y lo que falta todavía que fue lanzado el año siguiente. 
Algo interesante es que la canción es acústica con Álex Lora tocando la guitarra y Rafael Salgado en la armónica. Y tal vez lo más famoso de la canción es el coro de Lora "Turu tu tu tú, turo tú, tu tu tú... turo tú...". Definitivamente Las piedras rodantes y "Pobre Soñador" tuvieron el mayor impacto en los fanes de la banda durante la época de los 90 y que obviamente se ha pasado al nuevo siglo.

## Premio Ariel
La canción "Las piedras rodantes" fue usada como tema musical para la película Un año perdido por la cual Lora recibió el premio mexicano más prestigioso del cine: el Ariel. Este premio se le otorgó a Álex Lora por la Academia Mexicana de Ciencias y Artes Cinematográficos. 

## Trabajo de caridad
Después del lanzamiento del álbum, la banda se dedicó a ayudar a muchos minusválidos de bajos recursos ayundándoles con una silla de ruedas. Y según la [https://web.archive.org/web/20110127170533/http://www.eltri.com.mx/ Archivado el 27 de enero de 2011 en Wayback Machine., se han regalado más de 1.500 sillas de ruedas.